# 岩本義幸
岩本義幸（日语：／ Iwamoto Yoshiyuki），日本男性配音員。

## 演出
粗體字表示主要角色。

### 遊戲
- 格鬥天王'99（古力查利度（日语：クリザリッド））
- 格鬥天王'99 進化（古力查利度）
- 格鬥天王2000（古力查利度）[注 1]
- 格鬥天王2002 無限對決（古力查利度）
- 侍魂新章 ～劍客異聞錄 甦醒的蒼紅之刃～（伊賀忍軍）

### CD
- 格鬥天王'99（古力查利度（日语：クリザリッド））
- 侍魂新章 ～劍客異聞錄 甦醒的蒼紅之刃～（伊賀忍軍）

## 腳註